# 馬里·儒勒·杜白蕾

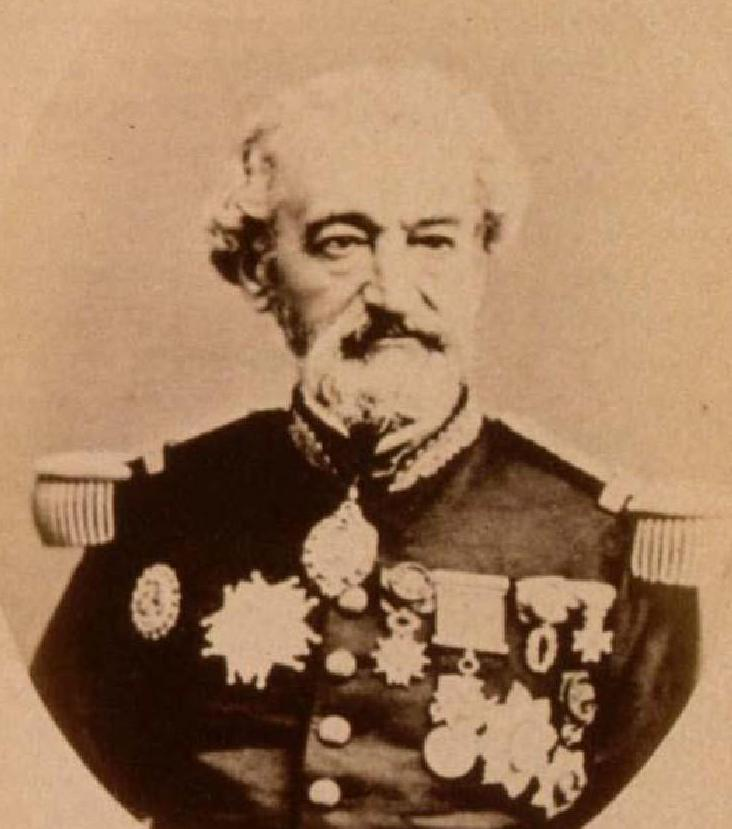
馬里·儒勒·杜白蕾

马里·儒勒·杜白蕾（法語：Marie Jules Dupré，1813年11月25日—1881年2月8日），越南史料称之为游悲黎（Du Bi Lê/游悲黎），是法国军人、殖民官员。
杜白蕾出生在留尼汪岛。1831年毕业于法国海军学院（École navale）。后来加入法国海军。1867年，升为海军少将。
1871年，杜白蕾接替Alphonse Jean Claude René Théodore出任南圻统督。他致书殖民地部，要求攻打北圻。他认为北圻之地与中国西南接壤，只有占领该地区，才能巩固法国在远东的统治。但法國在普法战争被德國擊敗，法蘭西第二帝國崩潰導致政權更替，法国政府不想滋生事端，便拒绝了他的请求。
1873年，杜白蕾得知法国商人涂普义在北圻与越南阮朝朝廷发生贸易纠纷，便向法国政府请求攻打北圻，自己愿意承当责任。杜白蕾派安邺大尉率领170人前往北圻，声称要处理纠纷。然而，安邺突袭并占领河内，将大臣阮知方扣押，又攻占了周边数座城池，是为北圻变故。消息传至南圻，为避免受法国政府追究责任，杜白蕾派霍道生去顺化谈判。当时安邺被黑旗军突袭击毙，法国谈判筹码丧失。1874年3月，越南大臣黎峻、阮文祥来到南圻，与杜白蕾签订《第二次西贡条约》。越南割让南圻六省给法国，法国则承认越南的独立主权，不必向任何国家臣服。
《第二次西贡条约》正式签订后，杜白蕾去职返回法国，其职务由儒勒·弗朗索瓦·埃米尔·克朗茨海军少将（Jules François Émile Krantz，越譯「哥𪘵」）取代。